# میسون بریمن
میسون برایمن (Mason Brayman) (زادهٔ ۲۳ مه ۱۸۱۳ – درگذشتهٔ ۲۷ فوریه ۱۸۹۵)، وکیل، روزنامه‌نگار و افسر نظامی آمریکایی بود. او در جریان خدمت خود با ارتش ائتلاف در دوران جنگ داخلی آمریکا، به رتبه سرلشکر در نیروی پیاده‌نظام داوطلب ۲۹مین ایالت ایلینوی رسید. بعداً او هفتمین فرماندار قلمروی آیداهو شد.

## اوایل زندگی
برایمن در۲۳ مه سال ۱۸۱۳، در بوفالو، نیویورک چشم به جهان گشود. او که با نگرش کالوینیست و نفرت از مشروب بزرگ شده بود، در سن ۱۷ سالگی نزد یک چاپخانه کارآموز شد. پنج سال بعد او سردبیر یک روزنامه محلی شد. به علاوه کار در روزنامه، حقوق خواند و در سال ۱۸۳۶، در مجتمع وکلای نیویورک پذیرفته شد.
یک سال پس از پذیرش در مجتمع، برایمن با خانمش ماری از نوادگان مستقیم راجر ویلیام ازدواج کرد که ثمره ازدواج شان دو دختر و یک پسر بود. برایمن پس از ازدواج، به سمت غرب یک سری سفر را آغاز کرد. در اوایل ۱۸۴۰، قبل از اقامت در اسپرینگفیلد، ایلینوی، به عنوان وکیل شهری در میشیگان و سردبیر روزنامه در اوهایو کار کرد.

## ایلینوی
برایمن در اسپرینگفیلد، همراه با جسی بی توماس وکالت می‌کرد. و برای روزنامه‌های شهر سرمقاله می‌نوشت. او علاوه بر گذراندن وقت با افرادی مانند آبراهام لینکلن و استیفن ای. داگلاس، بر انجمن انتشارات باپتیست آمریکا نظارت داشت، فعال جنبش اعتدال و رهبر کلیسای محلی باپتیست بود.
در سال ۱۸۴۴، برایمن با پذیرفتن حکمی از فرماندار توماس فورد برای تجدید نظر در قوانین ایلینوی، در سراسر ایالت شهرت یافت. دو سال بعد او به عنوان دادستان ویژه رسیدگی به حوادثی شد که در طول جنگ مورمون ایلینوی رخ داده بود. در این مقام او توافقنامه‌ای را طراحی کرد که به مورمون‌ها اجازه ترک ایلینوی را می‌داد.
در سال ۱۸۵۰، برایمن به کارکنان راه‌آهن مرکزی ایلینوی پیوست و برای به دست آوردن حق عبور برای راه‌آهن در حال توسعه تلاش کرد. در سال ۱۸۵۵، او موقعیت خود در ایلینوی مرکزی را فروخت و در راه‌آهن قاهره و فولتون مشغول به کار شد. این حرکت یک اشتباه مالی بود، زیرا راه‌آهن جدید در نهایت شکست خورد، در حالی که ایلینوی مرکزی رونق گرفت. در جریان سال ۱۸۵۸، برایمن برای نامزدی آبراهام لینکلن در مجلس سنای ایلینوی مبارزات انتخاباتی را انجام داد.

## جنگ داخلی
با شروع جنگ داخلی آمریکا، برایمن به سایر مدیران اجرایی راه‌آهن یک کمیسیون نظامی را ایجاد کرد. او در ابتدا تحت فرماندهی ژنرال مک‌کلرناند به عنوان سرگرد نیروی پیاده‌نظام داوطلب ۲۹مین ایلینوی خدمت می‌کرد. در ۱۵ آوریل ۱۸۶۲ به درجه سرهنگ ارتقا یافت و فرماندهی گروه خود را به‌دست‌آورد. پس از جنگ فورت دانلسون، برایمن اصلاح ریش را متوقف کرد و ریشی گذاشت که در نهایت به کمربندش رسید. او همچنین اسبش را دوبار با گلوله زد. او در شیلو به یک قهرمان کوچک معروف شد. او نیروهایش را با حمله بین خطوط اتحادیه و کنفدراسیون تقویت می‌کرد. در طول محاصره ویکسبورگ، او دچار گرمازدگی شد که او را مجبور به انجام وظیفه در پادگان کرد. در پایان جنگ، او به رتبه سرلشکر دست یافت و به عنوان رئیس کمیسیون مطالبات در نیواورلئان خدمت می‌کرد. سرلشکر میسون برایمن، بالارتبه‌ترین افسر نظامی جنگ داخلی بود که در محله لینکلن زندگی کرد. میسون برایمن ۴۲ ساله، به عنوان سر لشکر با نیروی پیاده‌نظام داوطلب ۲۹مین ایالت ایلینوی، خدمت کرد. او دو بار در این محله زندگی نمود. یک بار به عنوان کرایه نشین در خانه لینکلن و یک بار دیگر به عنوان یک مستأجر در جاییکه اکنون «شت هاوس» نامیده می‌شود.
پس از جنگ، برایمن تلاش کرد تا حرفه خود را با خط آهن قاهره و فولتون احیا کند و سپس به عنوان سردبیر روزنامه در اسپرینگفیلد و کوئینسی، ایلینوی کار کند. در سال ۱۸۷۳، او در مزرعه‌ای در ریپون، ویسکانسین، نیمه بازنشسته شد. با این حال، وحشت سال ۱۸۷۳ بیشتر ثروت او را نابود کرد و در سال ۱۸۷۶، او برای یک قرار ملاقات قیمومت دادخواهی نمود.

## آیداهو
برایمن در ۲۴ ژوئیه ۱۸۷۶ توسط رئیس‌جمهور اولیس اس. گرانت، به عنوان فرماندار قلمروی آیداهو معرفی شد. فرماندار جدید به دلیل ناآشنا بودن با این قلمرو، با نماینده قلمرو، استفان اس. فن، مشورت کرد تا در مورد انتصاب جدیدش بیشتر بی‌آموزد. فن یک سیاستمدار دموکرات بود که بیشتر حمایت خود را از جمعیت مورمون این سرزمین به دست آورده بود. این نماینده همچنین رقیب حلقه بویز، دسته‌ای از سیاستمداران بانفوذ جمهوری‌خواه ضد مورمون بود. این نماینده با استفاده از فرصت، منشی منطقه‌ای و سرپرست فرمانداری ای. جی کرتیس را به مستی، کلاهبرداری و سوءاستفاده از بودجه عمومی متهم کرد. توصیه‌های فن، همراه با تمایلات طبیعی برایمن، بی‌اعتمادی میان حلقه فرماندار جدید ایجاد کرد.
پس از ورود او به آیداهو، مردم محل او را یک تازه‌کار تا حدی پُر زرق و برق و بی‌ضرر می‌پنداشتند. فرماندار جدید به نوبه خود، هنگام اطلاع از قلمرو، با احتیاط عمل کرد. افکار فرماندار متحول شد، هنگامیکه نهمین جلسه قانون‌گذاری در دسامبر سال ۱۸۷۶ آغاز شد، برایمن یک سلسله اصلاحات اداری و اقتصادی را ترویج کرد. در همان زمان، برایمن در طول جلسه قانون‌گذاری مشاهده کرد که در داخل قلمرو جناح‌های سیاسی مخالف حلقه بویز وجود دارد.
اولین رویارویی برایمن با حلقه بویز دو روز قبل از تحلیف رادرفورد بی هایز به عنوان رئیس‌جمهور ایالات متحده رخ داد. یک تجسس فرماندار را متقاعد کرده بود که منشی ای.جی. کرتیس که برایمن او را رهبر حلقه می‌دانست، گناه‌کار بوده‌است. فرماندار با منشی روبرو شد و او را متقاعد کرد که قرار است با مدیریت جدید جایگزین شود و با ارائه استعفاء خود از پیگرد قانونی اجتناب کند. دو ماه بعد اوضاع تغییر کرد، زمانی که کورتیس استعفاء خود را لغو کرد و مدعی شد که برای استعفا دادن فریب خورده‌است و خواستار اعاده آن شد. کرتیس مبری از هر نوع تخلف، به مقامش بازگردانیده شد.
وقوع جنگ نز پرس منجر به مشکلات اضافی برای فرماندار شد. برایمن به دلیل نداشتن مبنای قانونی برای ایجاد یک گروه شبه نظامی، مجبور شد به پاسخ ژنرال اولیور هاوارد به خصومت‌ها تکیه کند. این امر باعث خشم ساکنان شهرستان‌های شمالی شد که فاقد امکانات دفاعی در برابر قبیله متخاصم بودند. در پی بازدید از دادگاه راکی بار در شهرستان آلتوراس، مشکلات دیگری برای فرماندار ایجاد شد، دادگاه با حجم زیادی از پرونده‌های مربوط به منازعات مربوط به معادن مواجه شد و تأخیرهای ناشی از این امر بر اقتصاد محلی تأثیر گذاشته بود. به عنوان ابزار سریع حل و فصل منازعات، برایمن پیشنهاد رسیدگی به دعوا خارج از دادگاه را پیشنهاد کرد. رئیس قاضی مدیسن اولیستر، ریاست دادگستری و اعضای حلقه بویز، این پیشنهاد را یک توهین شخصی تلقی کردند. حلقه به نوبه خود از این حادثه به عنوان بهانه‌ای برای محرومیت برایمن استفاده کرد. برایمن در جلسه استماع محرومیت پیروز، اما در این روند علناً تحقیر شد.
مشکلات فرماندار در نتیجه محاکمه قتل با اتهامات نژادپرستانه ادامه یافت. در ۱۰ ژوئن سال ۱۸۷۷، بین گروهی از کارگران چینی و معدنچی تندخو ایرلندی جان مک گینس، نزاع به وجود آمد. منازعه به خشونت کشیده شد و مک گینس دو تن از چینی‌ها را کشت و سومی را زخمی کرد قبل از اینکه کارگران باقی‌مانده به معدن‌چیان ضربه بزنند. این کارگران توسط هیئت منصفه کاملاً سفیدپوست به قتل درجه دو محکوم شدند. برایمن که معتقد بود چینی‌ها برای دفاع از خود اقدام کرده‌اند، تصمیم گرفت که کارگر محکوم را عفو کند. شجاعت اخلاقی شهروندان از نظر سیاسی فاجعه‌آمیز بود و جمعیت سفیدپوست با عصبانیت به عفو واکنش نشان دادند.
پس از شروع جنگ بانوک در ۳۰ مه سال ۱۸۷۸، فشار بیشتری بر برایمن وارد شد. ۱۳۰ تفنگی که وی در اختیار داشت برای مسلح کردن شهروندانی که به حفاظت نیازمند بودند، کافی نبود. نیاز ساکنان منطقه به اسلحه برای دفاع از خود شان در نهایت باعث شد تا فرماندار مجوز صدور اسلحه را از انبار فدرال در فورت بویز بگیرد. موقعیت فرماندار با افشاگری‌ها مبنی بر اینکه برایمن ۱۳ روز قبل از شروع جنگ به بانوک رئیس بوفالو هورن، پیشاهنگ سابق ارتش با سابقه کمک به دولت ایالات متحده، اجازه خرید مهمات به ارزش ۲ دلار آمریکایی (تقریباً ۱۰۰ گلوله و یک پوند باروت) را داده بود، پیچیده‌تر شد.